# Fichtenmarder
Der Fichtenmarder (Martes americana) ist eine in Nordamerika verbreitete Raubtierart aus der Gattung der Echten Marder. Er sieht dem europäischen Baummarder sehr ähnlich und wird manchmal als dessen Unterart angesehen.

## Merkmale
Wie bei den meisten Mardern ist der Körper des Fichtenmarders langgestreckt und schlank, die Gliedmaßen sind kurz. Das Fell ist überwiegend braun gefärbt, der Kopf ist grau, die Beine und der Schwanz dunkelbraun oder schwarz. Wie der Baummarder hat er einen gelben Kehlfleck, ist aber deutlich kleiner und zierlicher als dieser. Männchen erreichen eine Kopf-Rumpf-Länge von 36 bis 45 Zentimetern, der buschige Schwanz wird 20 bis 23 Zentimeter lang und das Gewicht beträgt 0,47 bis 1,25 Kilogramm. Sie sind im Durchschnitt 65 % schwerer als die Weibchen, die ein Gewicht von 0,28 bis 0,85 Kilogramm erreichen, eine Kopf-Rumpf-Länge von 32 bis 40 Zentimetern und eine Schwanzlänge von 18 bis 20 Zentimeter haben.
Zahnformel: I 3/3, C 1/1, P 4/4, M 1/2 = 38.

## Verbreitung und Lebensraum

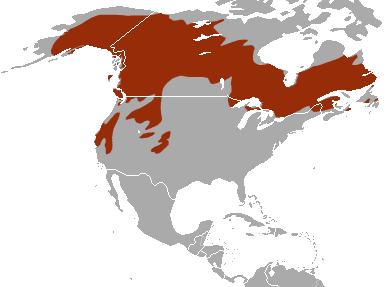
Verbreitungsgebiet des Fichtenmarders

Fichtenmarder sind in Nordamerika beheimatet, ihr Verbreitungsgebiet umfasst große Teile Alaskas und Kanadas mit Ausnahme des äußersten Norden. In den USA sind sie im Gebiet der Rocky Mountains, in der Region der Großen Seen und in Neuengland verbreitet. Ihr Lebensraum sind vorwiegend Nadelwälder.

## Lebensweise
Fichtenmarder sind in erster Linie nachtaktiv. Tagsüber ziehen sie sich in hohle Baumstämme, Felsspalten oder verlassene Baue anderer Tiere zurück, um in der Nacht auf Nahrungssuche zu gehen. Dabei halten sie sich sowohl auf den Bäumen als auch am Boden auf, außerdem können sie sehr gut schwimmen und tauchen. Sie halten keine Winterruhe.
Wie die meisten Marder sind sie territorial. Die durchschnittliche Reviergröße beträgt 8,1 Quadratkilometer bei Männchen und 2,3 Quadratkilometer bei Weibchen, kann aber je nach Habitat und Nahrungsangebot deutlich variieren. Vom Menschen ausgesetzte Exemplare bleiben ebenfalls meist einige Jahre in der Nähe des Ortes ihrer Freisetzung. Einzelne Tiere wandern jedoch auch. Ein männlicher Marder legte beispielsweise in der Zeit von der Freilassung im März bis zum folgenden November 80 Kilometer zurück. Aus Alaska wird berichtet, dass die Marder dazu tendieren, im Frühjahr höhere Lagen aufzusuchen und im Herbst wieder herabkommen. Fichtenmarder leben vorwiegend einzelgängerisch, manchmal kann man aber ein Männchen und ein Weibchen miteinander beobachten.

## Nahrung
Fichtenmarder sind Allesfresser, wobei allerdings Kleinsäuger wie Nagetiere den Hauptbestandteil der Nahrung ausmachen. Daneben nehmen sie auch Vögel, Insekten, Aas und auch Früchte zu sich.

## Fortpflanzung
Die Paarung erfolgt im Hochsommer zwischen Juni und August; aufgrund einer Keimruhe nistet sich die befruchtete Eizelle aber erst im Februar ein. Die eigentliche Tragzeit dauert rund einen Monat, und im März oder April bringt das Weibchen ein bis fünf (durchschnittlich 2,6) Jungtiere zur Welt. Diese öffnen mit 40 Tagen die Augen, werden mit sechs Wochen entwöhnt und sind mit 3,5 Monaten ausgewachsen. Die Geschlechtsreife tritt im zweiten Lebensjahr ein. Die Lebenserwartung beträgt in freier Natur bis zu zwölf Jahre, in Menschenobhut bis zu 17.

## Systematik und Taxonomie
Der Fichtenmarder wurde im Jahr 1806 durch den englischen Naturforscher William Turton erstmals wissenschaftlich beschrieben. Es wurden zahlreiche Unterarten beschrieben von denen im Handbook of the Mammals of the World acht anerkannt werden. Äußerlich lassen sich die Unterarten kaum unterscheiden. Allerdings wurde mit Hilfe von DNA-Vergleichen festgestellt, dass der Fichtenmarder aus zwei Kladen besteht, von denen eine deckungsgleich mit der an der Pazifikküste vorkommenden Unterart Martes americana caurina ist. Da letztere an der Kontaktzone nur wenig mit den übrigen Fichtenmardern hybridisiert, wurde sie als eigenständige Art anerkannt.

## Gefährdung

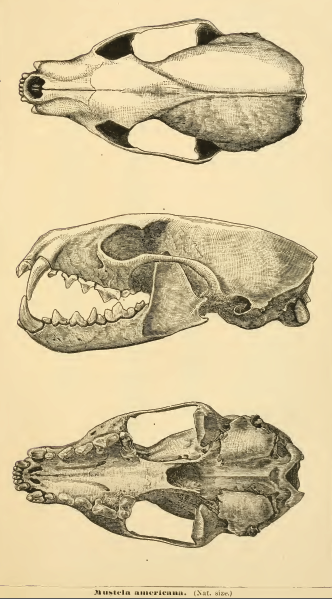
Schädel

Weil er wegen des für wertvoll erachteten Fichtenmarderfells von Fallenstellern gejagt wurde, ist der Fichtenmarder in weiten Teilen seines Verbreitungsgebiets selten geworden. In Neuengland und in Michigan war er zeitweise ganz ausgerottet, wurde inzwischen aber erfolgreich wieder eingebürgert. Regional ist er heute geschützt, gilt aber wegen seiner Häufigkeit vor allem im wenig besiedelten Norden Kanadas global nicht als bedroht.

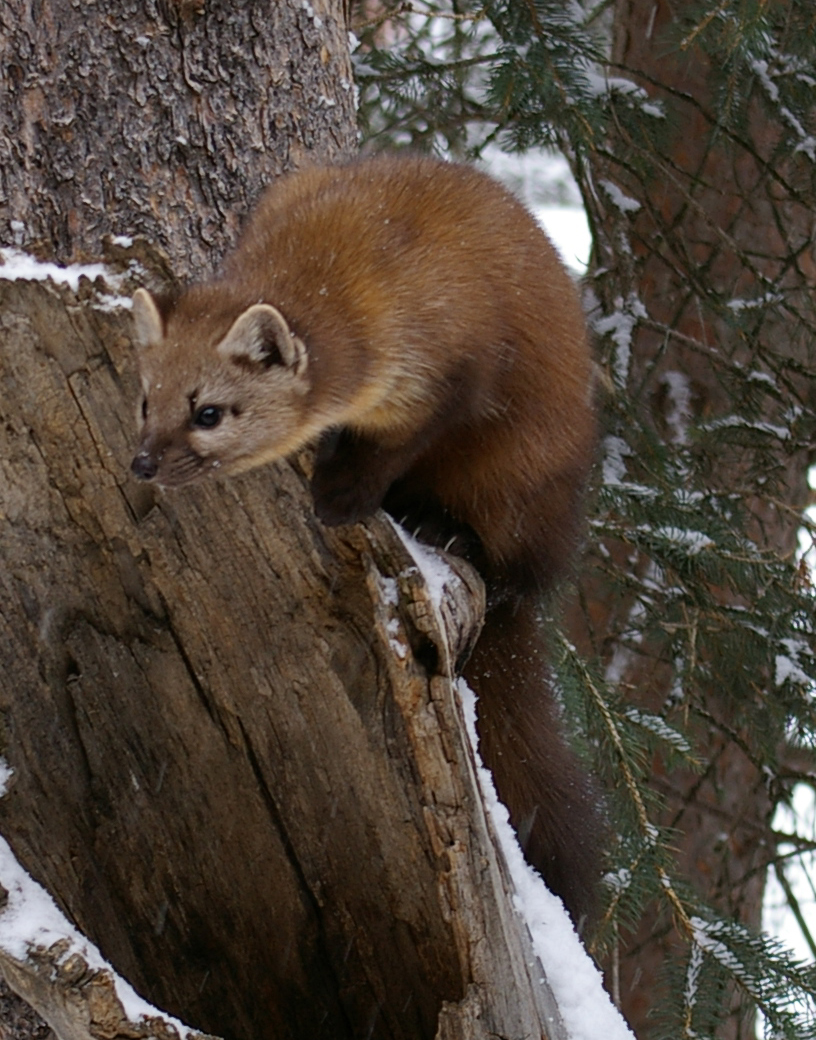
Fichtenmarder im
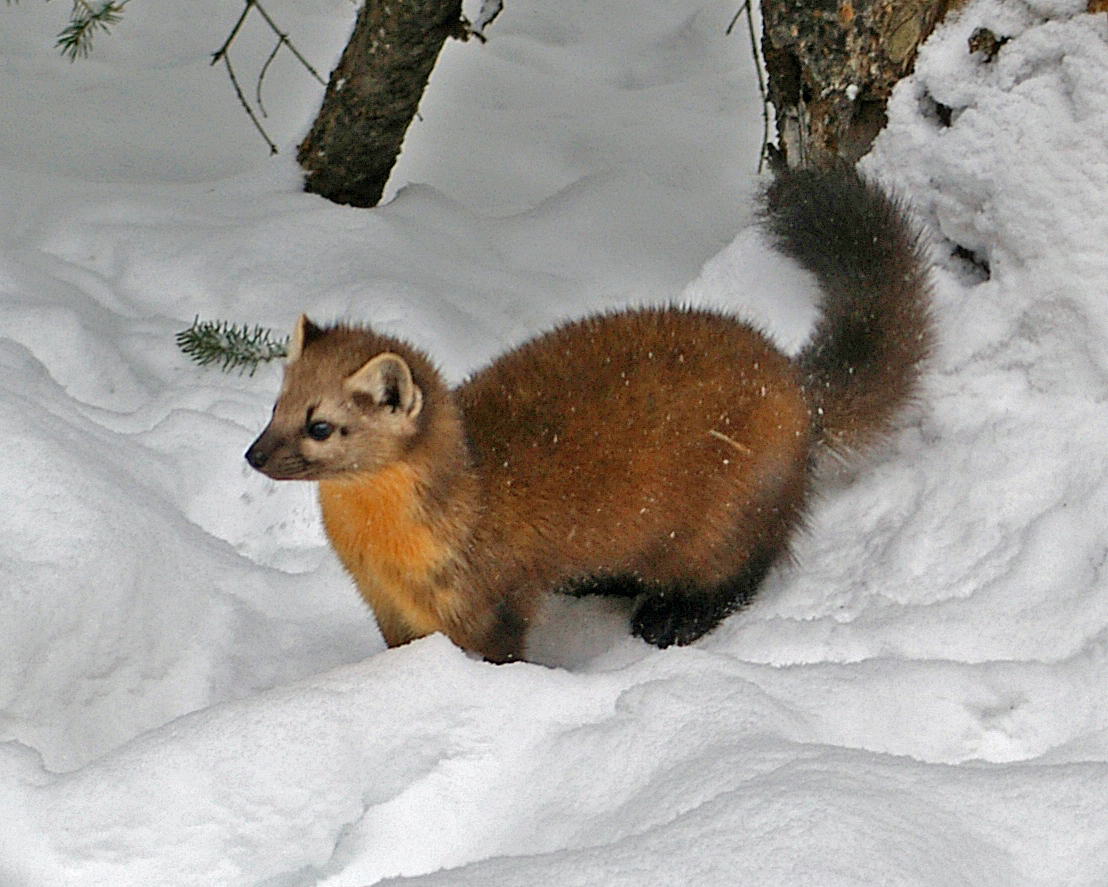
Yellowstone-Nationalpark
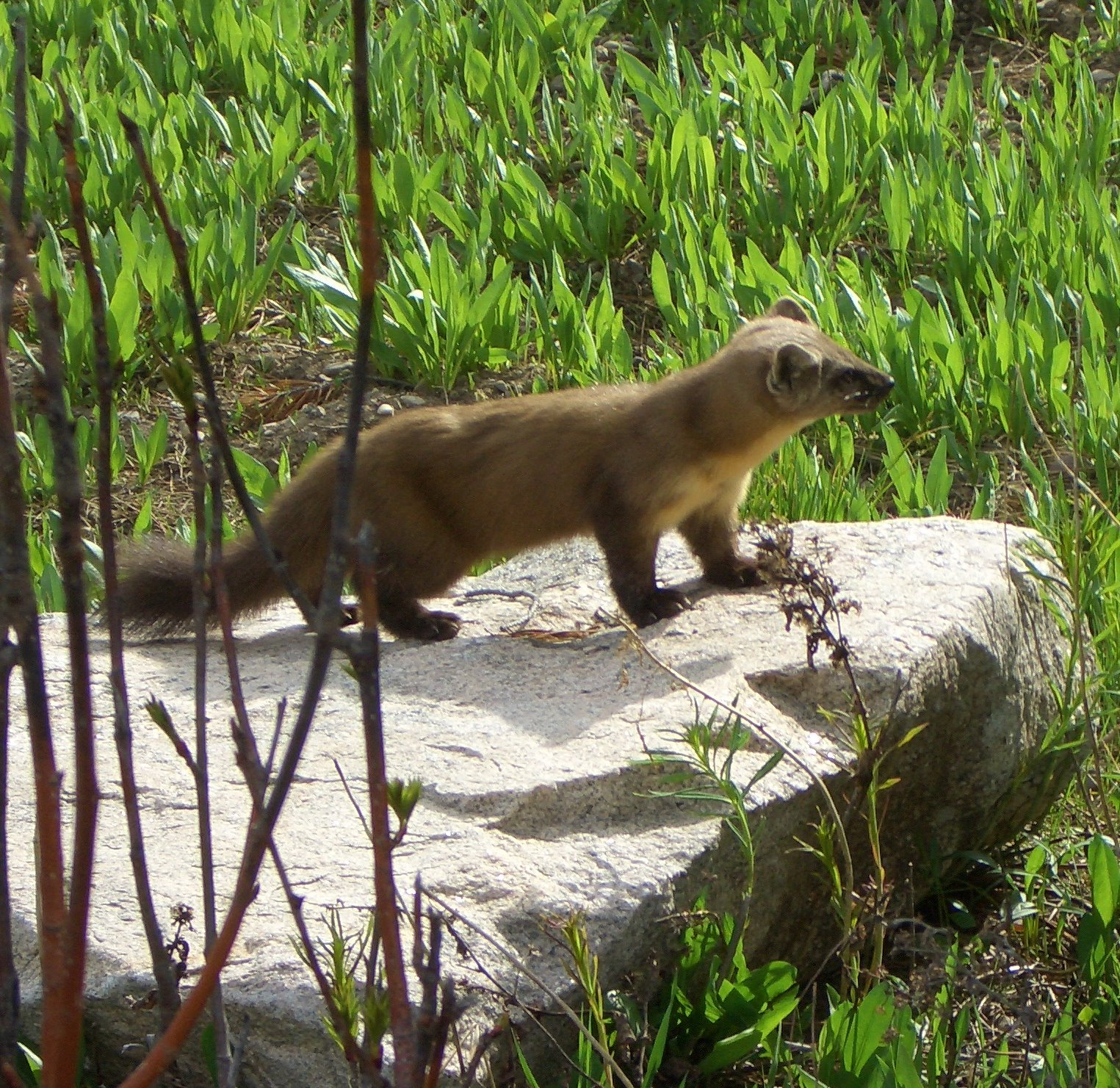
und im Grand-Teton-Nationalpark

## Belege
1. 1 2 3  Serge Larivière & Andrew P. Jennings: Family Mustelidae (Weasels and relatives). in Don E. Wilson, Russell A. Mittermeier: Handbook of the Mammals of the World – Volume 1 Carnivores. Lynx Editions, 2009, ISBN 978-84-96553-49-1. Seite 628.
2. 1 2  Milan Novak u. a., Ministry of Natural Resources: Wild furbearer management and conservation in North America. Ontario 1987, Kapitel 41, S. 537, 542 (englisch). ISBN 0-7778-6086-4
3. ↑  Pacific Marten Seite der American Society of Mammalogists
4. ↑  Maureen P. Small, Karen D. Stone u. Joseph A. Cook: American marten (Martes americana) in the Pacific Northwest: Population differentiation across a landscape fragmented in time and space. Molecular Ecology 12(1):89-103 · February 2003, DOI: 10.1046/j.1365-294X.2003.01720.x